# Casimir Marie Gaudibert
Casimir Marie Gaudibert (4 de marzo de 1823, Malaucène en Vaucluse - 9 de junio de 1901, Vaison-la-Romaine) fue un astrónomo, sélénografo y eclesiástico francés.

## Biografía
Eclesiástico
Casimir Gaudibert, procedente de una familia protestante, llegó a Fontaine-l'Evêque  (Bélgica), donde obtuvo una plaza de pastor sustituto de la Sociedad Evangélica Belga. En 1839 llegó a Bruselas, siendo elegido al poco tiempo presidente del sínodo de la Iglesia Cristiana Misionera Belga. En 1854 fue comisionado para reemplazar al pastor de Charleroi.
Astrónomo
En 1873 volvió a Francia, a Vaucluse, donde se volcó en su pasión para la astronomía, primero como astrónomo aficionado y después especializándose en selenografía. Realizó un mapa de la Luna en 1887, bajo la dirección de Camille Flammarion. Émile Bertaux utilizó los datos selenográficos de Gaudibert para realizar y editar un globo lunar.

## Eponimia
- En 1935, la Unión Astronómica Internacional hizo oficial en su memoria la designación del cráter lunar Gaudibert.